# Admiralty Arch

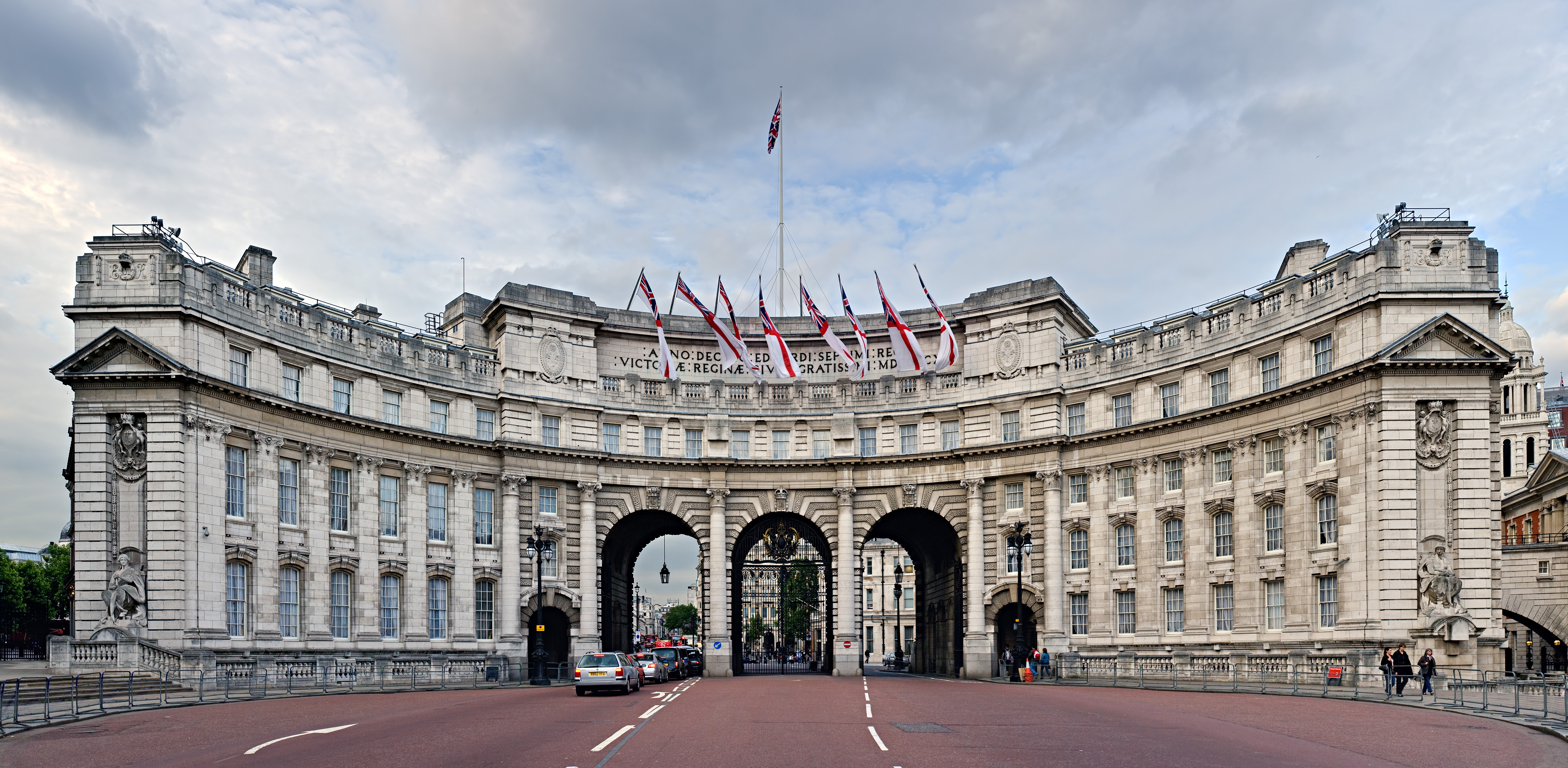
Admiralty Arch, Trafalgar Square, Londen.

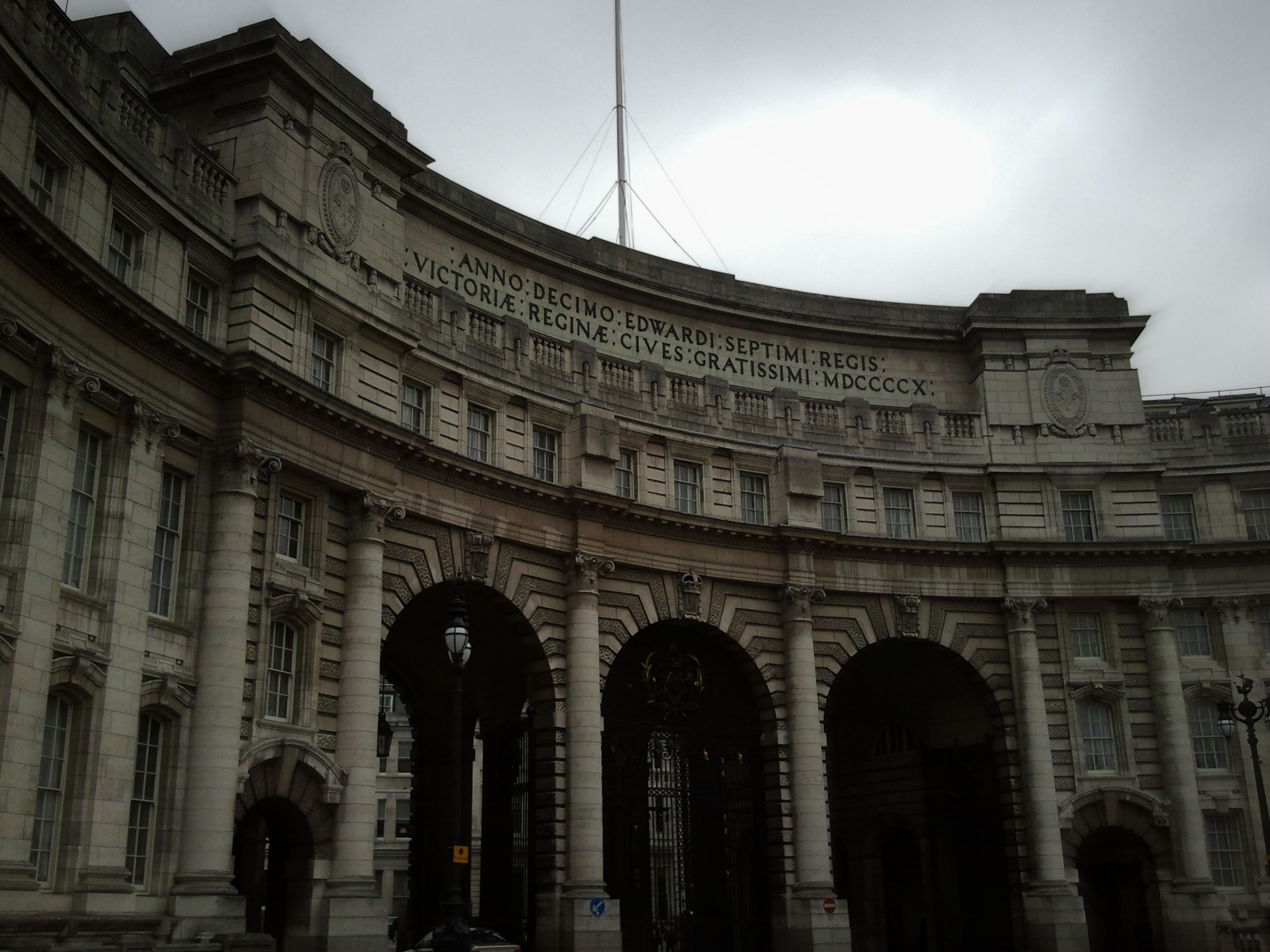
De drie poorten van de Admiralty Arch, Trafalgar Square, Londen.

Admiralty Arch is een gebouw in de Britse hoofdstad Londen aan het einde van The Mall en heeft een onderdoorgang waardoor voetgangers naar Trafalgar Square kunnen lopen.
Het poortgebouw is verbonden met het gebouw van de oude admiraliteit, vandaar de naam Admiraliteitsboog. Het werd gebouwd in opdracht van koning Eduard VII, die ermee de nagedachtenis van zijn moeder, koningin Victoria wilde eren. Dat blijkt ook uit de Latijnse inscriptie die boven de poorten is aangebracht: ANNO DECIMO EDWARDI SEPTIMI REGIS / VICTORIÆ REGINÆ CIVES GRATISSIMI MDCCCCX. Vertaling: "In het tiende jaar van de regering van Eduard VII / voor koningin Victoria (door) de zeer dankbare bevolking, 1910".
Tijdens de uitvaart van prinses Diana was even onzeker of de lijkstoet niet te breed zou zijn voor de poort.

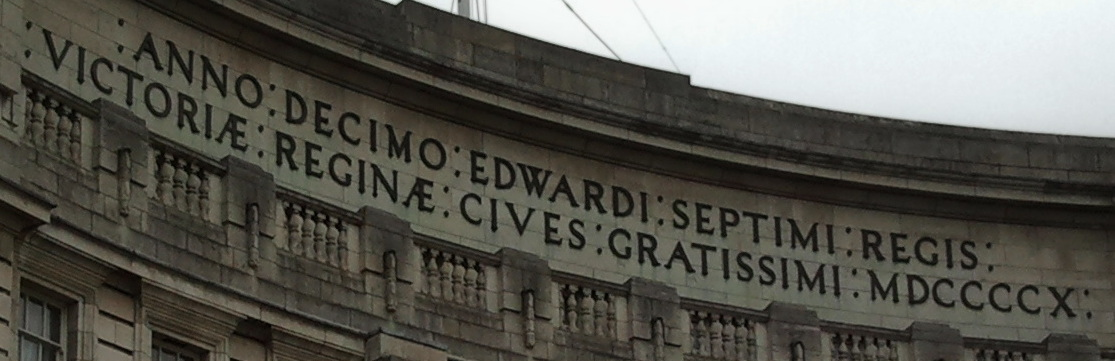
Latijnse inscriptie: ANNO DECIMO EDWARDI SEPTIMI REGIS VICTORIÆ REGINÆ CIVES GRATISSIMI MDCCCCX, zie tekst voor vertaling.

Het gebouw wordt verbouwd tot een hotel van de keten van Waldorf Astoria. De opening is gepland in 2025. 